# TinyScheme
TinyScheme是Scheme编程语言的自由软件实现，它是具有R5RS标准的子集的轻量级Scheme解释器，并意图用作其他程序的嵌入式脚本语言。在TinyScheme中的很多功能，是有条件的包含在内的，这允许开发者在特征与大小/内存占用之间进行平衡。
TinyScheme被用于GNU图像处理程序（GIMP），自从版本2.4在2007年发行。GIMP此前使用SIOD。
TinyScheme被用作Direct Revenue广告的核心，使得它成为世上最广泛发行的Scheme运行时系统。

## 引用
1. ↑  . gimp.org.   [November 5, 2011]. （原始内容存档于2021-02-25）.
2. ↑  Davidoff, Sherri. . philosecurity. 12 January 2009  [19 March 2014]. （原始内容存档于2014-03-19）.